# Lika Mutal
Lika Mutal (* 12. September 1939 in Geldrop oder Bilthoven; † 7. November 2016 in Lima) war eine niederländisch-peruanische Bildhauerin und Puppenspielerin.

## Leben
Lika Mutal wurde als Lieke Vermeulen in den Niederlanden geboren. Ihre Eltern waren der Utrechter Maler Piet Vermeulen und die Pianistin Lia Schlaghecke. Sie wuchs zusammen mit ihren elf Geschwistern in einem künstlerischen Umfeld auf und besuchte das St. Bonifatiuscollege in Utrecht. Mit dem Ziel Schauspielerin zu werden studierte sie in Utrecht und Amsterdam Kunst- und Theaterwissenschaften und trat dem damaligen ABC-Cabaret von Wim Kan und Corry Vonk bei. Mit 19 Jahren verliebte sie sich in den türkisch-jüdischen UNESCO-Diplomaten Silvio Mutal, den sie kurz darauf 1962 heiratete. Das Paar ging 1964 nach Südamerika und ließ sich in Bogotá in Kolumbien nieder. Lika Mutal studierte erneut von 1967 bis 1968 an der Universidad de los Andes in Bogotá. Als Alternative zur Schauspielerei gründete sie ein Puppentheater, für das sie die Puppen selbst herstellte. Daraus entwickelten sich Skulpturen. Als ihr Mann 1968 berufsbedingt nach Lima ziehen musste, besuchte sie von 1968 bis 1971 die Escuela de Artes Plásticas der Päpstlichen Katholischen Universität von Peru bei Anna Maccagno.
In den 1970er Jahren ließ sich Lika Mutal von ihrem ersten Mann scheiden, der daraufhin in die Niederlande zurückkehrte. Sie blieb in Lima. Von den vier Kindern, die sie mit ihm hatte, schlugen drei eine künstlerische Laufbahn ein. 1986 ging sie nach New York, wo sie die Bekanntschaft des niederländischen Malers und Bildhauers Gerard Kluiters machte und mit ihm zusammenzog. Sie lebte und arbeitete abwechselnd in Lima und New York, bis sie unerwartet Anfang November in ihrem Atelier in Lima an den Folgen einer Hirnblutung starb.

## Werk
Nach dem Umzug nach Lima 1968 begann Lika Mutal mit der Steinbearbeitung. Die Steine suchte sie selbst in den Bergen bei Cusco aus. Ihre abstrakten Skulpturen zeichnen sich durch archetypische Formen mit rauen, gezackten Kanten im Wechsel mit glatt polierten Oberflächen aus. Das Ringmotiv ist ein wiederkehrendes Element. Sie arbeitete mit Stein, weißem Marmor, Granit und Travertin.
In den Jahren 2004 bis 2005 schuf sie in Lima ihr bekanntestest Kunstwerk El ojo que Llora, das aus einem großen Stein als Sinnbild der Inka-Göttin Pachamama besteht, der von einer Spirale aus 32.000 kleinen Steinen umgeben ist. Auf ihnen sind die Namen aller Opfer eingraviert, die zwischen 1980 und 2000 im Konflikt zwischen der Regierung und der Guerillaorganisation Sendero Luminoso (Leuchtender Pfad) fielen. Das Werk war umstritten, da das Denkmal nicht nur Regierungssoldaten und Zivilisten, sondern auch der Guerilla gewidmet wurde.
Lika Mutal gewann unter anderem 1994 den Preis des Nationalmuseums Tokio auf der Fujisankei-Biennale in Japan. Für El ojo que Llora erhielt sie 2007 den José-Maria-Arguedas-Preis.
Werke von ihr befinden sich unter anderem in der Sammlung des Kröller-Müller Museums in Otterlo, des Centre Georges Pompidou – Musee National d’Art Moderne in Paris und des Utsukushi-ga-Hara Open Air Museums in Japan.

## Werke (Auswahl)
- 1974: Quipu. Kröller-Müller Museum
- 1974–1975: Pacaric. Kröller-Müller Museum
- 1980: Cyclus. Sammlung Centre Georges Pompidou
- 1983: Ouros. Park Het Hoogeland, Biltstraat, Utrecht
- 1984–1986: Aura[6]
- 1985: Zich sluitende steen und Zich openende steen. Porto, Portugal
- 2004–2005: El ojo que Llora/The Eye that Cries. Campo de Marte, Lima, Peru[2]
- 2015: El espejo de piedra/the stone mirror. Museo de Arte Contemporáneo de Cusco, Lima

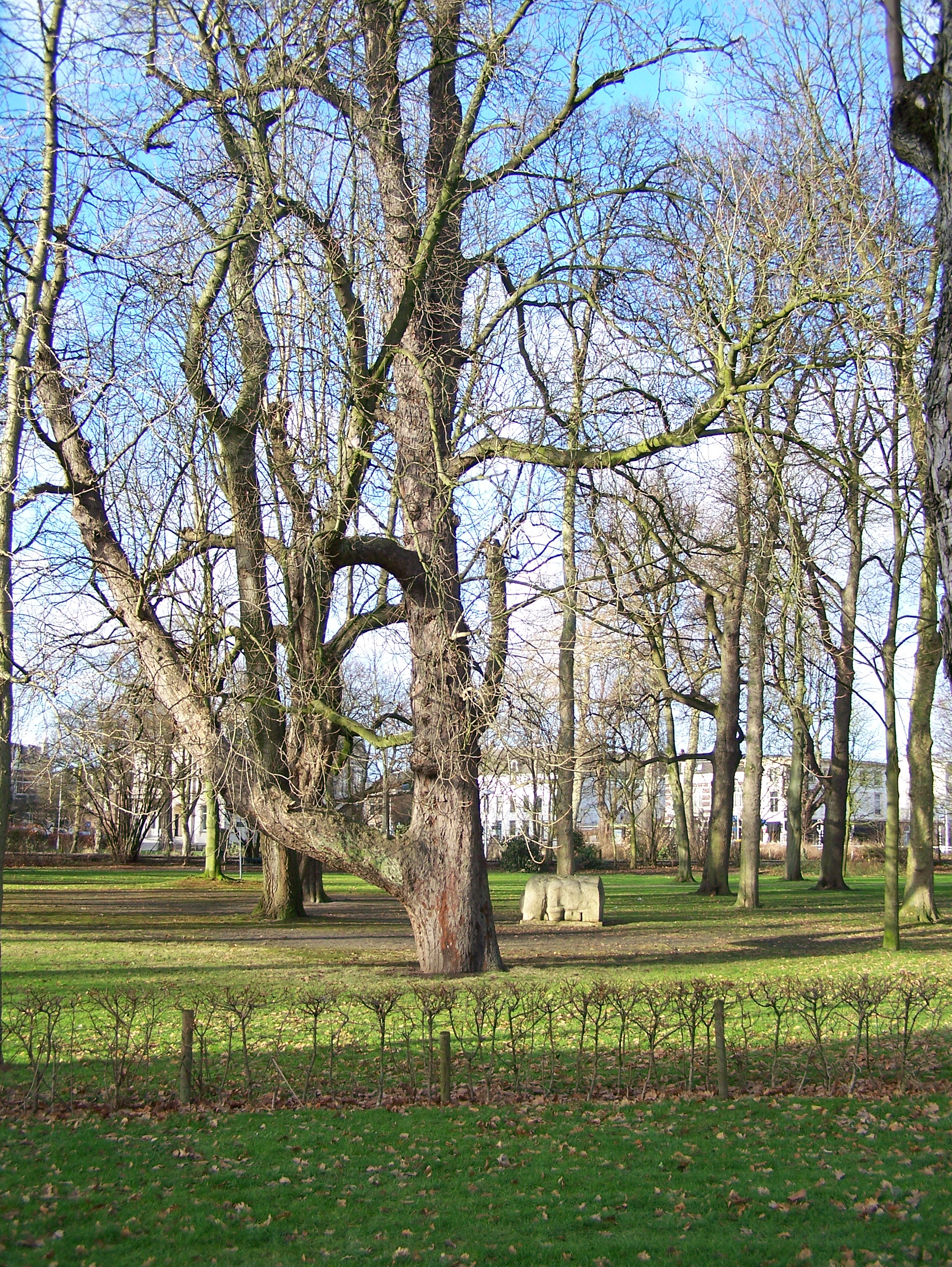
Ouros
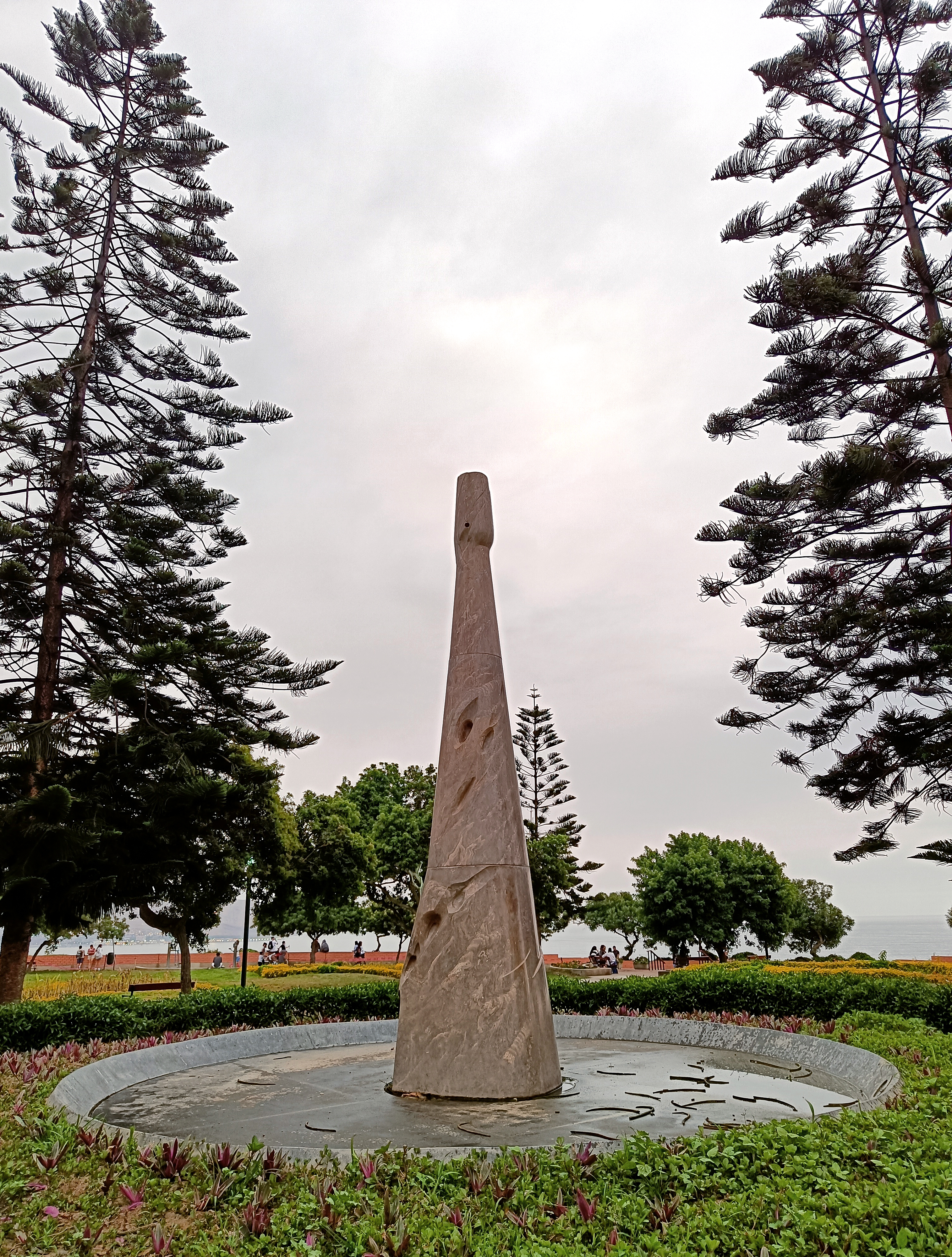
Rio al Origen
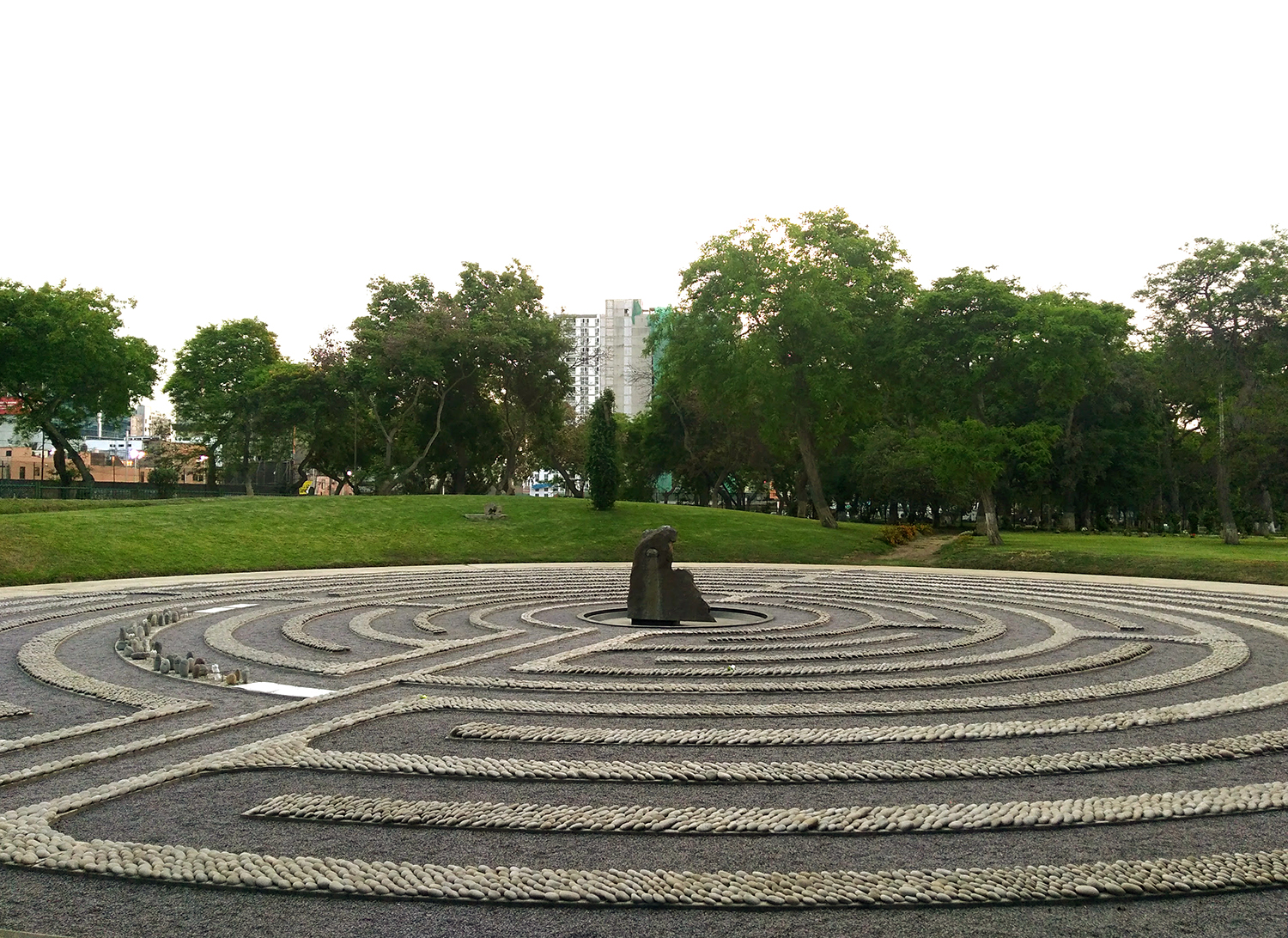
El ojo que llora
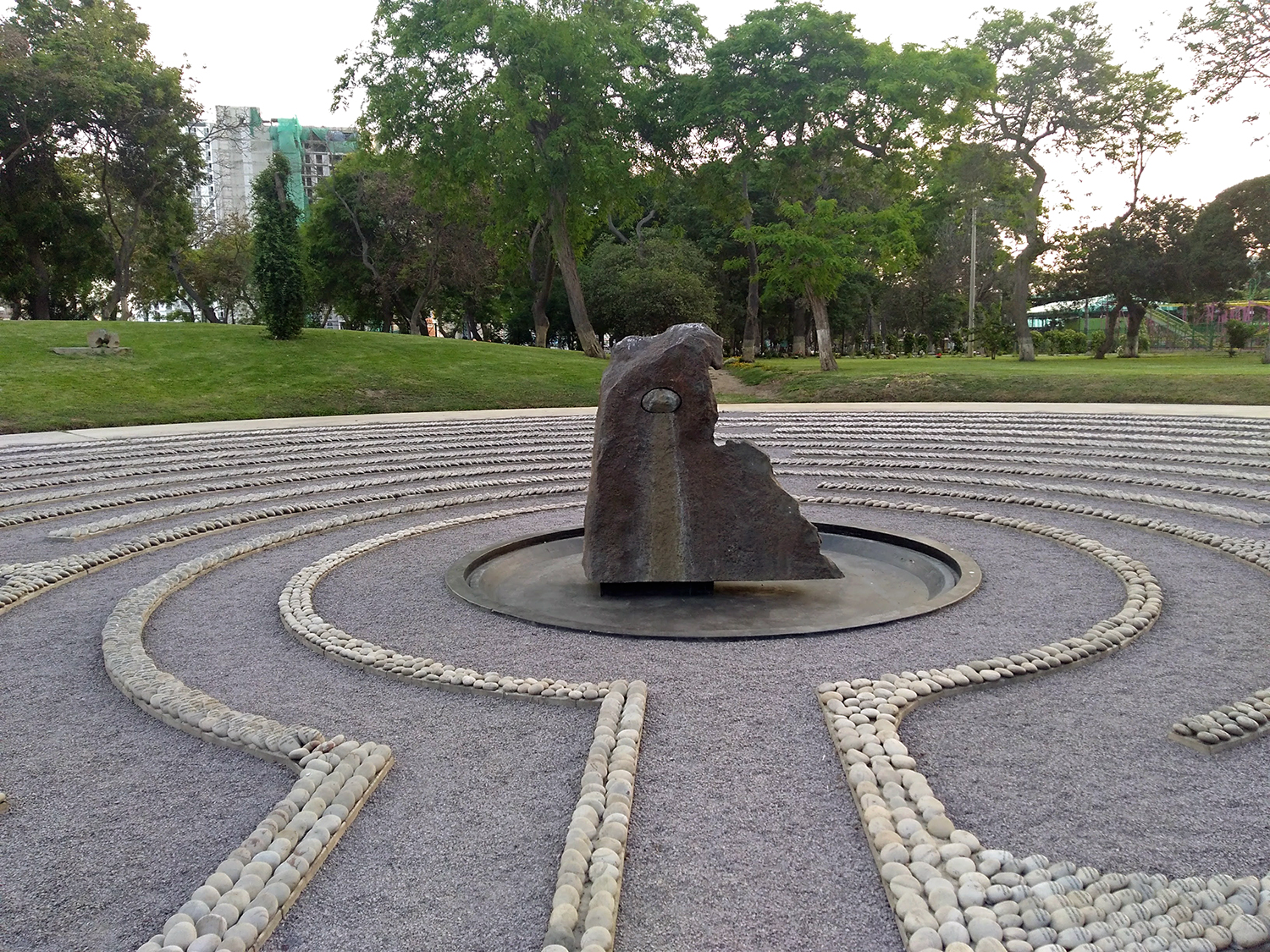
El ojo que llora
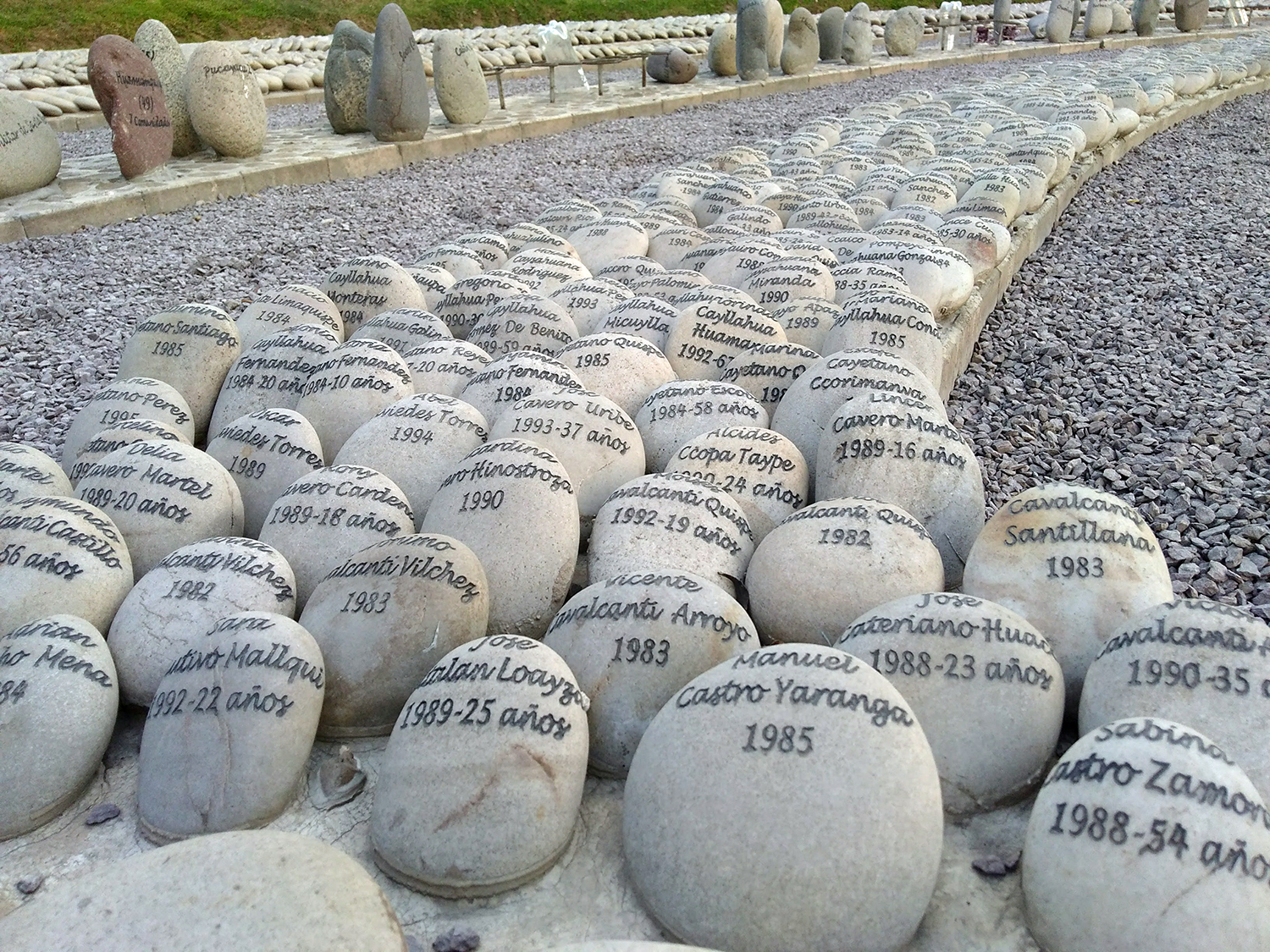
El ojo que Llora, Detail

## Ausstellungen (Auswahl)
- 1973: Päpstliche Katholische Universität von Peru, Lima
- 1974: Lika Mutal, Galerie d'Eendt, Amsterdam
- 1974: Päpstliche Katholische Universität von Peru, Lima
- 1975: 100 vrouwen in galerie d'eendt, Galerie d'Eendt, Amsterdam
- 1978: Galerie Nouvelles Images, Den Haag
- 1982: 3000 Anos de Escultura Peruana, Museo de Arte Lima
- 1983: Galerie Daniel Gervis, Paris
- 1984: 2. Biennale Europeenne de Sculpture de Normandie, Centre d’Art Contemporain, Jouy-sur-Eure
- 1986: De druppel holt de steen uit, Nijenhuis, Heino und Provinciehuis Overijssel, Zwolle
- 1989: Lika Mutal: Silent stone, Nohra Haime Gallery, New York
- 1990: Lika Mutal: Recent sculpture, Nohra Haime Gallery, New York[5]
- 1995: Lika Mutal: Stone Sculpture, Cedar Rapids Museum of Art, Iowa
- 1997–98: Women in image, Museum Beelden aan Zee, Scheveningen,
- 2006: Sculpture in Four Dimensions, Art Museum of the Americas, Washington, D.C.
- 2006: Past, Present, Future, Okaloosa-Walton Art Center, Niceville, Florida
- 2008: Centro Cultural Inca Garcilaso, Lima, Peru[3]